# Organologia

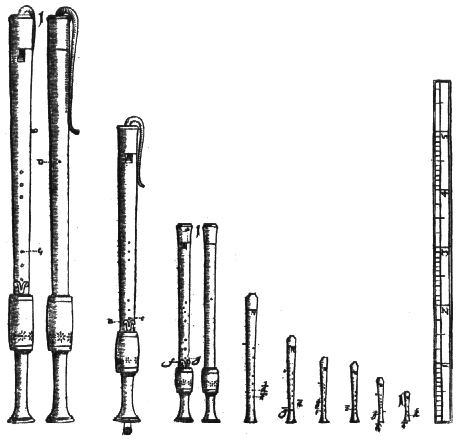
Praetorius, "Syntagma musicum", tavola con alcuni flauti a becco barocchi.

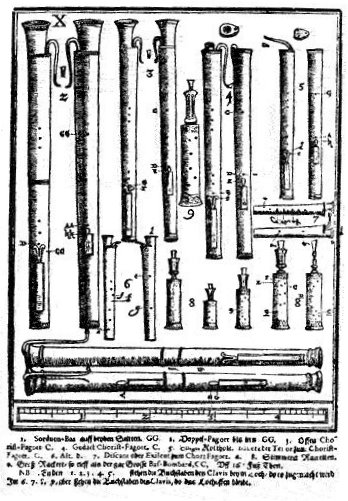
Praetorius, "Syntagma musicum", tavola con alcuni fagotti antichi.

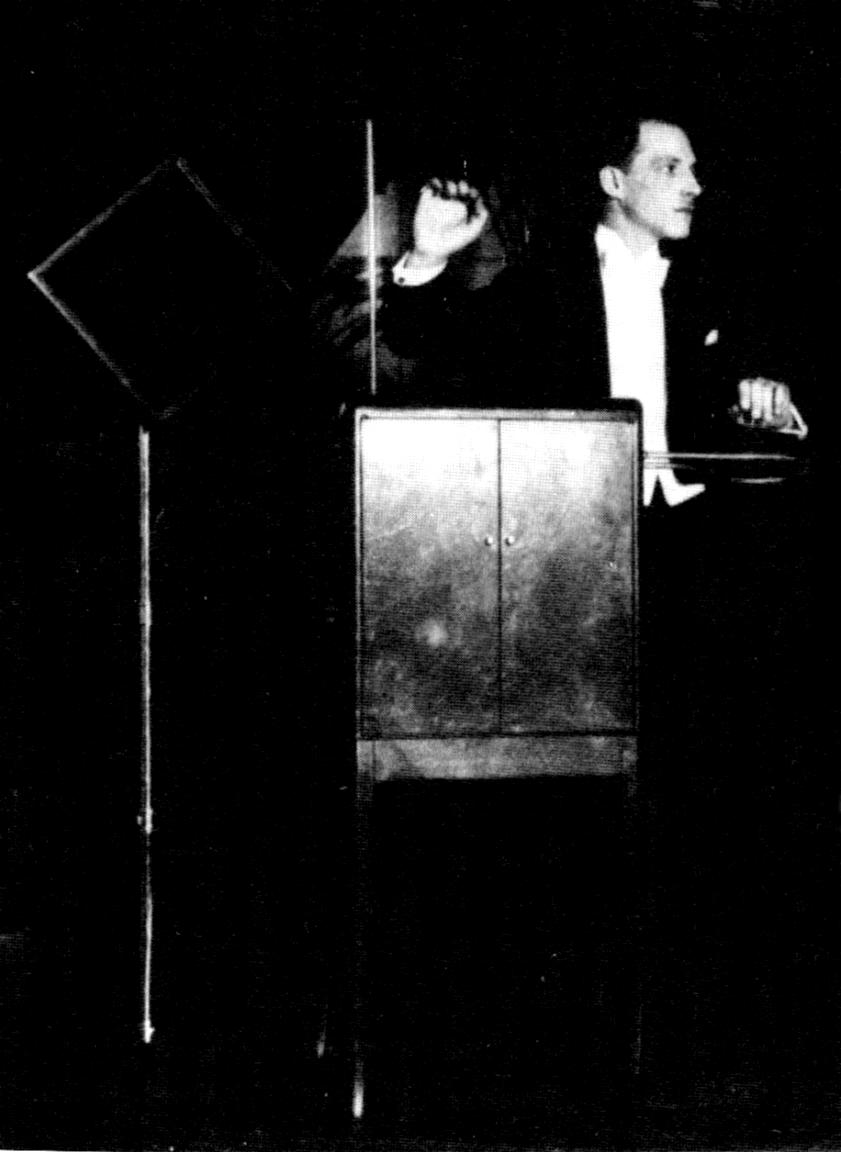
Léon Theremin, 1924

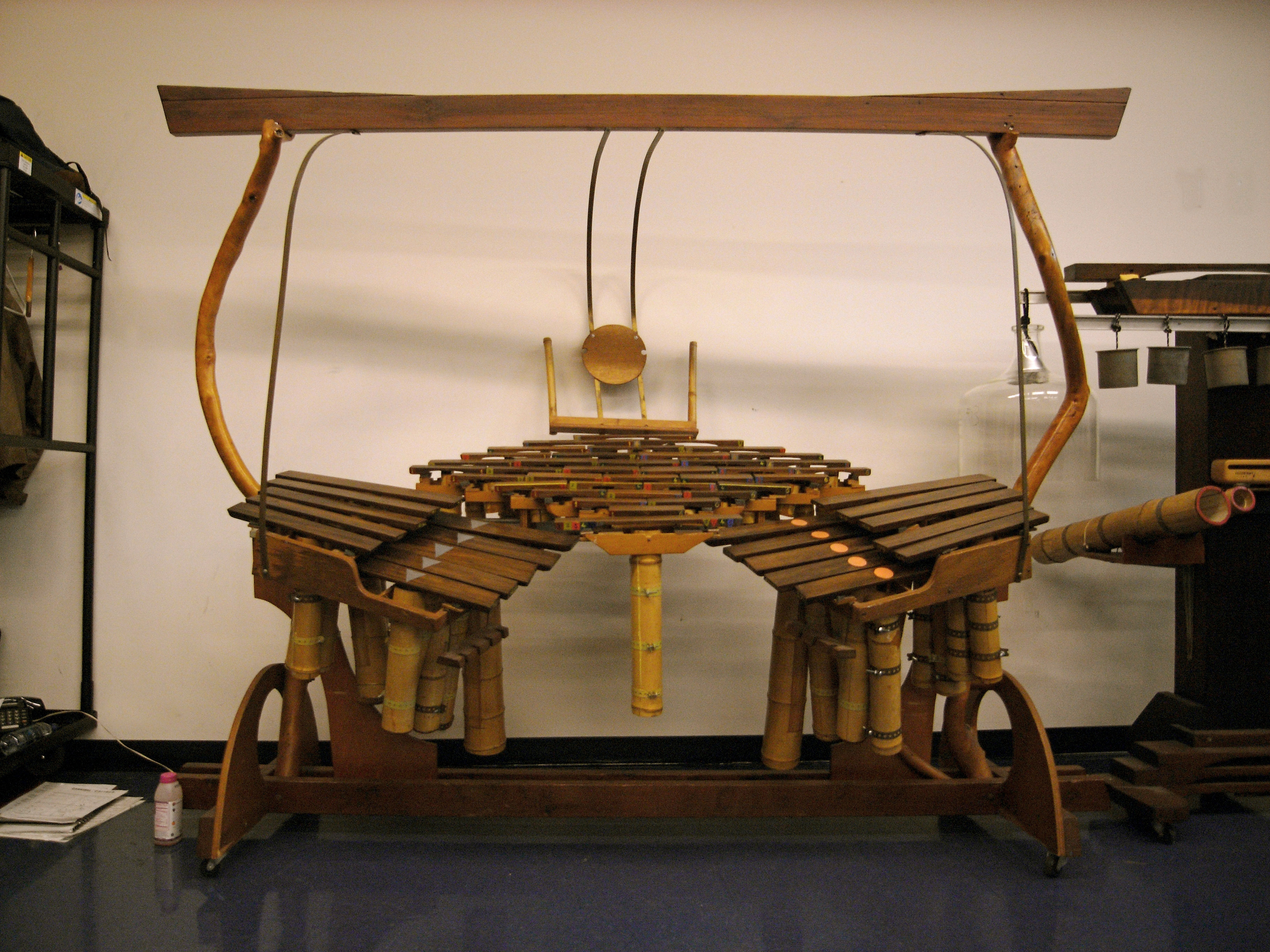
Quadrangularus Reversum, Harry Partch ±1960

L'organologia è la scienza che studia gli strumenti musicali, indagandone storia, caratteristiche acustiche e meccaniche, tecniche costruttive e prassi esecutive.
Il termine deriva dal greco ὄργανον (= utensile, strumento, strumento musicale) ed è stato usato per la prima volta da Michael Praetorius nel suo trattato Syntagma musicum, del 1618.

## Descrizione
Solo alla fine dell'Ottocento Victor-Charles Mahillon (1880-1922) sviluppò, sulla base degli studi di François-Auguste Gevaert (1828-1908), una classificazione quadripartita, perfezionata poi da Eric Moritz von Hornbostel e Curt Sachs nel 1914. Le cinque classi organologiche, determinate sulla base del materiale responsabile della produzione del suono,  sono: 1) cordofoni, 2) aerofoni, 3) membranofoni, 4) idiofoni e 5) elettrofoni.
In particolare Curt Sachs è tuttora riconosciuto come il fondatore dell'organologia moderna: a lui è intitolato il premio annuale della American Musical Instrument Society. La sua vasta opera, condotta con un rigoroso metodo storiografico e basata sulle teorie del diffusionismo, mette a frutto, applicandole allo studio degli strumenti musicali, le conquiste e le vere e proprie strategie di ricerca di discipline diverse, quali la linguistica, l'antropologia, la sociologia, l'etnomusicologia, l'iconografia musicale.
Fuori dall'Europa, la trattatistica musicale si è dedicata all'organologia secoli prima, in particolare in Cina, India e nel Mondo arabo.
Probabilmente già nell'VIII secolo a.C., in Cina, sulla base del materiale ritenuto più importante, viene concepito il sistema dei bayin (八音), “otto timbri”, corrispondenti a metallo, pietra, seta, bambù, zucca, terra, pelle e legno. La classificazione si diffonde in tutta l'Asia orientale.
La stessa classificazione europea in quattro categorie perfezionata da Hornbostel e Sachs, sembra sia stata ispirata da un'opera in sanscrito, Nātyaśāstra, trattato su teatro, poesia e musica del saggio Bhārata, databili in un arco di tempo che va dal 200 a.C. al 200 d.C.
Nella trattatistica araba, lo strumento più descritto è lo ‘ūd. Al-Kindī (801-866) ne fornisce una descrizione dettagliata per materiali, dimensioni e costruzione. Successivamente Al-Fārābī (X secolo) nel suo Kitab al-mūsīqī al-kabīr tratta i cordofoni e gli aerofoni. Ibn Sīnā (Avicenna, XII sec.) divide gli strumenti a fiati in ragione della presenza o assenza dell'ancia.

## Fonti
Le fonti della disciplina sono scritti e testimonianze di costruttori ed esecutori, trattati di acustica e chimica, fonti letterarie che descrivono strumenti e fonti iconografiche. In laboratorio si eseguono ricerche al microscopio elettronico, analisi chimico-fisiche ed indagini fotografiche ai raggi ultravioletti ed infrarossi, nonché processi dendrocronologici sui materiali e le vernici utilizzate.

### Antichi trattati europei di organologia
- Isidoro di Siviglia, Etymologiarum (sec. VI-VII) nel libro XX riporta una pagina manoscritta con descrizioni di strumenti.
- Sebastian Virdung, Musica getutscht und außgezogē (1511)
- Martin Sore (Agricola), Musica instrumentalis deudsch (1529)
- Michael Praetorius, Syntagma Musicum (1618), in particolare il vol. II "De orghanographia", e il supplemento di xilografie Theatrum Instrumentorum seu Sciagraphia (1620)
- Marin Mersenne, Harmonie universelle (1636-1637)
- Athanasius Kircher, Musurgia universalis (1650), in particolare il libro sesto Musica organica, sive de musica instrumentali
- Athanasius Kircher, Phonurgia nova (1673)
- Caspar Bartholin il Giovane, De tibiis veterum et earum antiquo usu (1677)
- Filippo Bonanni, Gabinetto armonico (1722)
- Francesco Bianchini, De tribus generibus instrumentorum musicae veterum organicae dissertatio (1742)

## Organologi
Un organologo è una persona che si occupa di strumenti musicali dal punto di vista della storia, della tecnologia e della conservazione. Può essere specializzato in un campo specifico, ovvero in una sola tipologia strumentale (esempio: tastiere storiche), anche molto ristretta (esempio: clavicordi), e in questo caso di solito è un costruttore/restauratore, un musicista/esecutore o un collezionista; può avere competenze più generaliste, e in questo caso spesso è uno storico della musica e/o un curatore o un conservatore di collezioni museali; infine può essere un ricercatore scientifico, fornito di competenze molto tecniche, e occuparsi principalmente di problematiche acustiche, o di indagini e analisi scientifiche finalizzate alla conservazione e al restauro.
- Ivor Darreg, costruttore di strumenti musicali microtonali
- Leo Fender, innovatore di alcune tecniche costruttive delle chitarre elettriche
- Bart Hopkin, fondatore della rivista Experimental Musical Instruments
- Erich von Hornbostel, uno dei due creatori del sistema di classificazione di strumenti musicali Hornbostel-Sachs
- Victor-Charles Mahillon, organologo e curatore di musei
- Francis Galpin
- Bob Moog
- Harry Partch, teorista musicale per gli strumenti microtonali ad arco
- Curt Sachs
- Andre Schaeffner
- Leon Theremin
- Anthony Baines
- Febo Guizzi
- Giovanni Dore

Dal 1983 ogni anno l'American Musical Instrument Society premia con il "Curt Sachs Award" un organologo che si sia particolarmente distinto per le sue ricerche. Questo l'elenco dei premiati:
- 2021 Eszter Fontana
- 2020 John Watson
- 2019 Elizabeth Wells
- 2018 Tony Bingham
- 2017 Malcolm Bilson
- 2016 John Koster
- 2015 Cynthia Adams Hoover
- 2014 Margaret Downie Banks
- 2013 William E. Hettrick
- 2012 Renato Meucci
- 2011 Albert R. Rice
- 2010 Jeremy Montagu
- 2009 Laurence Libin
- 2008 William Waterhouse
- 2007 Arnold Myers
- 2006 Edward L. Kottick
- 2005 Grant O'Brien
- 2004 Ivan Macak
- 2003 Friedrich von Huene
- 2002 Florence Gétreau
- 2001 Gerhard Stradner
- 2000 Alfred Berner
- 1999 Cecil D. Adkins
- 1998 Robert E. Eliason
- 1997 Edmund A. Bowles
- 1996 Peter F. Williams
- 1995 Laurence E. R. Picken
- 1994 Barbara Owen
- 1993 Jeannine Lambrechts-Douillez
- 1992 William Richmond Dowd
- 1991 Herbert Heyde
- 1990 André P. Larson
- 1989 Phillip T. Young
- 1988 Philip Argall Turner Bate
- 1987 Robert M. Rosenbaum
- 1986 John Henry van der Meer
- 1985 Anthony Cuthbert Baines
- 1984 Sybil Marcuse
- 1983 David D. Boyden